# Скала Марион
Скала Марион (грч. Σκάλα Μαριών) је приморско насељено место на острву  Тасос у периферији Источна Македонија и Тракија, Грчка. Према попису из 2021. године било је 367 становника.
Насеље су подигли тридесетих година 20. века мештани села Маријес, на месту где је било њихово пристаниште. Први пут се помиње на попсиу из 1940. године са 137 становника.